# トシェ・プロエスキ
トシェ・プロエスキ（マケドニア語:Тоше Проески、ラテン文字転写:Toše Proeski、1981年1月25日 - 2007年10月16日）は、マケドニア出身の歌手。本名トドル・プロエスキ（Тодор Проески、Todor Proeski）。ユーゴスラビア連邦内マケドニア社会主義共和国（現北マケドニア共和国）プリレプ出身。バルカン半島一円で人気のある歌手で、彼のトレード・マークとなった「みんな愛してるよ」（Ve sakam site）という決めぜりふで知られる。BBCはトシェを「バルカンのエルヴィス・プレスリー」と呼んだ。トシェは自動車事故によってクロアチアで2007年10月16日に死去した。

## 表記について
日本語ではトシェ・プロイェスキないしはトシェ・プロイェスキーといった表記も見られるが、「е」を「イェ」と転写するこれらの表記法はロシア語的である。

## 来歴

### 初期
トシェ・プロエスキはユーゴスラビアのマケドニア社会主義共和国、プリレプに生まれ、やがて彼が幼少の頃の時間を過ごし、故郷とみなしていたクルシェヴォ（Kruševo）に移った。12歳のときに、スコピエで行われた子どもの音楽フェスティバル、ズラトノ・スラヴェイチェ（Zlatno Slavejče）への出場を果たしたのが音楽への道への第一歩であった。1996年には10代の子どもの音楽フェスティバル、メルフェスト（Melfest）に出演した。
それ以降トシェは公に知られるようになり、その豊かな声量は高く評価された。1997年にシュティプ（Štip）で行われたフェスティバルマクフェスト（Makfest）では「Pusti me」（行かせてくれ）を歌った。トシェのファンは次第に拡大し、それ以降もトシェはスコピエフェスト（SkopjeFest）やオフリドのオフリドフェスト（OhridFest）などのフェスティバルへの参加を重ね、知名度を上げて言った。トシェはマケドニアきってのソングライター、グリゴル・コプロフ（Grigor Koprov）と協同して「Usni na Usni」（唇と唇）、「Sonce vo Tvoite Rusi Kosi」（キミの金髪のなかの太陽）など、彼のキャリア中で最大級のヒット作品となった曲を作り上げた。1999年、トシェはデビュー・アルバム『Nekade vo Nokta』（夜のどこか）をリリース。また同年、トシェは初となるソロでのコンサートをスコピエで行った。
同年、トシェは2枚目のアルバムのレコーディングをすすめ、『Sinot Božji』（神の子）をリリースした。同アルバムには、「Nemir」（休みなし）（カロリーナ・ゴチェヴァとの共演曲）、「Vo Kosi da ti Spijam」（あなたの髪に眠る）、「Izlaži me Ušte Ednaš」（もう一度僕をだまして）、「Iluzija」（幻覚）（ヴィーツェプスク・スラヴャンスキー・バザール優勝曲）、 「Tajno Moja」（僕の秘密）などのヒット曲が収録されている。
2000年、トシェはユーロビジョン・ソング・コンテストのマケドニア代表を選ぶ国内選考となっているスコピエフェスト（SkopjeFest）に参加。「Solzi Pravat Zlaten Prsten」（涙の作る黄金の指輪）を歌い、視聴者の投票により3位入賞となった（2位はカロリーナ・ゴチェヴァ、1位はXXLであった）。
セルビアのプロダクションBK Soundはアルバム『Sinot Božji』の旧ユーゴスラヴィア各国での発売権を得て各国で発売。この年の域内での知名度大賞（Оскар на популарноста、Oskar na Popularnosta）に輝いた。トシェはベオグラードおよびスコピエでショーを行ったほか、オーストラリアへもツアーに行った。
ギリシャのアテネでレコーディングを行い、2003年に3枚目のアルバム『Ako me pogledneš vo oči』をマケドニア語およびセルビア語でリリースした。リリース後にはアルバムのプロモーションのためマケドニア国内、およびセルビア、ボスニア・ヘルツェゴビナ、ブルガリアでツアー・コンサートを行った。トシェは2003年4月にセルビアのフェスティバル、ベオヴィジヤ（Beovizija）に参加、「Čija si」（キミは誰のもの？）を歌い優勝を果たした。この曲はマケドニアはじめとする旧ユーゴスラヴィア諸国で大ヒットとなった。

### ユーロビジョン・ソング・コンテスト
2004年、トシェ・プロエスキはユーロビジョン・ソング・コンテストのマケドニア代表に選ばれた。その後、審査員や視聴者投票、本人の意見によって8曲のなかからトシェがマケドニア代表として歌う曲を選び、「Angel Si Ti」（キミは天使）が選ばれた。4月には通算4枚目のアルバム『Den Za Nas』(私たちの日）をリリース。このアルバムはCD2枚組で、ユーロビジョン・ソング・コンテストで歌う曲の選考にかけられた8曲も収録している。5月のユーロビジョン・ソング・コンテストでは、「Angel Si Ti」を英語で歌った「Life」を歌い、14位となった。

### 国際的人気歌手へ
2004年、人道チャリティ・コンサートなどの活動が評価され、トシェはマケドニア・ユニセフ大使に任命された。トシェは「This World」をレコーディングした。トシェはDallas Recordsと契約し、次のアルバムをクロアチアおよびスロヴェニアでもリリースできるようにした。これらの国々向けのプロモーションとして、スロヴェニアの歌手、アーニャ・ルペル（Anja Rupel）とのデュエット曲『Krajnje Vreme』をレコーディングした。2005年、トシェの5枚目のアルバム『Po Tebe』（あなたの後）を旧ユーゴスラヴィア全域でリリースすることができた。『Po Tebe』はバルカン半島一帯で商業的大成功を収めた。アルバムはマケドニア、セルビア、クロアチア、スロヴェニア、ボスニア・ヘルツェゴビナの各国のチャートのトップにランクインした。
2006年のアルバム『Božilak』（虹）はマケドニアの伝統音楽から14曲を選び、シンフォニー・オーケストラをバックに歌ったものである。2007年8月にリリースされた最後のアルバム『Igri bez granici』（国境なきゲーム、クロアチア語のタイトルはIgra bez granica）は旧ユーゴスラヴィア全域でリリースされた。
2007年10月15日、最後となったインタビューの中で、マケドニア音楽アカデミーの卒業と精神的パートナーの探求、そして新アルバムの製作について語った。最後のコンサートは10月5日に行われ、2万人以上の観衆を集めた。収益から1万ユーロがマケドニアの小学校に寄付された。
マケドニア語、セルビア・クロアチア語以外では、トシェはスロヴェニア語で歌った2007年の「Moja」（僕のもの）、イタリアの歌手ジャンナ・ナンニーニと共演してイタリア語で歌った「Aria」（空気）がある。トシェと共演した主なアーティストにはアーニャ・ルペル（Anja Rupel）、アントニヤ・ショラ、ボラ・チョルバ（Bora Čorba）、カロリーナ・ゴチェヴァ、エスマ・レジェポヴァ（Esma Redžepova）、ジャンナ・ナンニーニ、ゴツァ・トゥルジャン（Goca Tržan）、グリゴル・コプロフ、ジェフ・ベック、トニ・ツェティンスキ（Tony Cetinski）、ジェリコ・ヨクシモヴィッチなどがあげられる。

### ソングライターとして
トシェは自身をソングライターでもあると規定し、幾らかのヒットを製作している。主なものでは「Ima Li Den Za Nas」（私たちの日はあるの？）、「Slusaš Li」（聞こえる？）、「Malečka」（小さなもの）、「Polsko Cvekje」（野の花）などがある。2004年に自ら作曲した「Muza」（ミューズ）は、2005年のユーロビジョン･ソング･コンテストのマケドニア代表となったマルティン・ヴチッチに提供され大ヒットとなり、マルティン・ヴチッチの2枚目のアルバムのタイトルにもなった。トシェは「これまでに100曲以上を製作したが、きっちり録音するのに適切な時期が来るのを待っている状態で、現在のところはデモ・テープしかない」としていた。

## 死去
2007年10月16日早朝、6時20分にトシェ・プロエスキは自動車事故により、クロアチアのノヴァ・グラディシュカ近くの高速道路（A3）上で亡くなった。トシェはマネージャらとともに高速道路を走る自動車に乗っていたが、前方を走るトラックに追突し、中央分離帯に激突、トシェは首の骨を折るなどして即死であった。同乗していた2人のうち、運転手は頭に傷を負って重症となった。
トシェの遺体は深夜にスコピエへマケドニア共和国軍のヘリコプターで輸送され、故郷のクルシェヴォへ送られた。空港やスコピエ市内の広場に大勢の市民が集まり、トシェへの最後の別れを惜しんだ。アメリカ合衆国大使、アメリカ合衆国国際開発庁、欧州連合大使が公式文書を発した。10月17日に国葬が行われることが発表され、またクルシェヴォ市は3日間の喪に服した。トシェの死後、マケドニア政府は彼を名誉国民に認定した。トシェ・プロエスキの死が知らされてまもなく、スコピエはじめマケドニア中の市民たちが市の中央広場に集まり、ろうそくや花、メッセージを捧げた。学校や大学、スポーツクラブ、企業なども自発的に追悼キャンペー2ンに加わっていった。このような集まりはマケドニア国内のみならず、バルカン諸国、特に旧ユーゴスラヴィア諸国や世界各地のバルカン半島出身者（ディアスポラ）にも見られた。ボスニア・ヘルツェゴビナのサラエヴォで行われた追悼式には2千人がろうそくをともして集まった。

### 国葬
政府は2007年10月17日、トシェ・プロエスキの国葬を故郷のクルシェヴォで行い、マケドニア共和国軍と国家防衛隊による栄誉礼、軍楽隊、礼砲3発などを含む名誉式典が捧げられた。葬儀はMacedonian TVによって国内外へ中継され、また、大統領ブランコ・ツルヴェンコフスキ、首相ニコラ・グルエフスキ、マケドニア議会議員および議長リュビシャ・ゲオルギエフスキ（Ljubiša Georgievski）、アメリカ合衆国および欧州連合の駐マケドニア大使のジリアン・ミロヴァノヴィッチ（Gillian Milovanovic）、エルワン・フエーレ（Erwan Fouéré）、アメリカ合衆国国際開発庁、赤十字やその他の国や組織の大使らが参列した。参列者には、マケドニア国内外の有名なミュージシャンたちも名を連ね、カロリーナ・ゴチェヴァ、カリオピ、ヴラド・ヤネフスキ、ランベ・アラバコスキ（Lambe Alabakoski）、 エレナ・リステスカ、ヨヴァン・ヨヴァノフ（Jovan Jovanov）、マルティン・ヴチッチ、アドリアン・ガジャ、ティヤナ・ダプチェヴィッチと彼女の妹タマラ・トデフスカ、パルニ・ヴァリャック（Parni Valjak）リーダーのアキ・ラヒモフスキ（Aki Rahimovski）、トニ・ツェティンスキ、ツェツァ、ジェリコ・ヨクシモヴィッチらが訪れた。
トシェは正教会の信者であったことにより、埋葬式はオフリド大主教ステファン率いるマケドニア正教会が行った。

## ディスコグラフィー

### アルバム
- 1999年： Nekade Vo Nokta （マケドニア語:Некаде во ноќта、夜のどこか）
- 2000年： Sinot Božji （マケドニア語: Синот Божји、太陽の子）
- 2002年： Ako Me Pogledneš Vo Oči （マケドニア語: Ако Ме Погледнеш Во Очи、僕の目を見ているなら）
- 2002年： Ako Me Pogledaš U Oči （セルビア語版）
- 2004年： Den Za Nas （マケドニア語: Ден За Нас、私たちの日）
- 2004年： Dan Za Nas （セルビア語版）
- 2005年： Po Tebe （マケドニア語: По Тебе、あなたの後）
- 2005年： Pratim Te （セルビア・クロアチア語版）
- 2006年： Božilak （マケドニア語: Божилак、虹）
- 2007年： Igri Bez Granici （マケドニア語: Игри Без Граници、国境なきゲーム）
- 2007年： Igra Bez Granica （クロアチア語版）
- 2009年: The Hardest Thing
- 2010年: Tose & Prijateli-Jos Uvjek Sanjam Da Smo Zajedno
- 2011年: So Ljubav Ot Tose

### DVD
- 2004年： стадион '04- Live
- 2006年： стадион '06 - Live
- 2008年： Live 2007, Beogradska Arena

### シングルのチャート順位
「Čija si」（キミは誰のもの？）はトシェの最大のヒットとみなされている。
| 年   | シングル                                       | 訳                              | チャート順位 | チャート順位 | チャート順位 | チャート順位 | チャート順位 | 収録アルバム                                  |
| 年   | シングル                                       | 訳                              | マケ         | セル         | クロ         | ボス         | 南ア         | 収録アルバム                                  |
| ---- | ---------------------------------------------- | ------------------------------- | ------------ | ------------ | ------------ | ------------ | ------------ | --------------------------------------------- |
| 1999 | "Тајно моја"                                   | "My Secret"                     | 1            | —            | —            | —            | —            | Синот божји                                   |
| 2003 | "Ако ме погледнеш во очи"                      | "If You Look Into My Eyes"      | 1            | 1            | —            | —            | —            | Ако ме погледнеш во очи/Ako Me Pogledaš U Oči |
| 2003 | "Соба за тага"                                 | "Room of Sorrow"                | 1            | 1            | —            | —            | —            | Ако ме погледнеш во очи/Ako Me Pogledaš U Oči |
| 2004 | "Life"                                         | —                               | 1            | 2            | —            | —            | 49           | Ден за нас/Dan za Nas                         |
| 2004 | "Čija si"                                      | "To Whom Do You Belong"         | 1            | 1            | —            | 1            | —            | Ден за нас/Dan za Nas                         |
| 2005 | "Žao Mi Je"                                    | "I Am Sorry"                    | —            | —            | —            | —            | —            | По тебе/Pratim Te                             |
| 2005 | "Кој ли ти гризе Образи/Ko Ti To Grize Obraze" | "Who's Biting Your Cheeks"      | 1            | 1            | 1            | —            | —            | По тебе/Pratim Te                             |
| 2005 | "Lagala Nas Mala"(feat. Toni Cetinski)         | "She Lied To Us"                | 1            | 1            | 1            | —            | —            | По тебе/Pratim Te                             |
| 2007 | "Srce Nije Kamen"                              | "The Heart Isn't Made Of Stone" | —            | —            | 1            | —            | —            | Игри без границиIgra Bez Granica              |
| 2007 | "Volim Osmijeh Tvoj"                           | "I Love Your Smile"             | —            | —            | 1            | —            | —            | Игри без границиIgra Bez Granica              |
| 2007 | "Никој како тебе не бакнува"                   | "No One Kisses Like You"        | 1            | —            | 1            | —            | —            | Игри без границиIgra Bez Granica              |
| 2007 | "Veži Me Za Sebe"                              | "Tie Me To You"                 | —            | —            | 1            | —            | —            | Игри без границиIgra Bez Granica              |